# Етнография на Македония
 Тази статия е за книгата на Густав Вайганд.  За изданието на БАН вижте Етнография на Македония (БАН).  
„Етнография на Македония“ (на немски: Ethnographie von Makedonien. Ggeschichtlich-nationaler, sprachlich-statistischer Teil) е книга на Густав Вайганд, излязла на немски език в 1924 година в Лайпциг под заглавието „Ethnographie Makedoniens“. Книгата е обобщението на дългогодишните наблюдения на Вайганд върху националностите в Македония и прави обзор на историята, езиковите граници и разпространението на националностите в Македония, както и на техния език, характер и начин на живот.
През 1998 година книгата е преиздадена в София на български.